# Galia Salimo
Galia Salimo de son nom de naissance Claude-Anne Salimo, née en 1950 à Marseille, est une danseuse de revue et personnalité des nuits parisiennes française.

## Biographie
Elle naît dans une famille recomposée et est l'aînée d'une fratrie de seize enfants. Garçon à la naissance, Galia Salimo, qui joue avec les filles et ne se sent pas particulièrement un garçon, lit un article de journal à l'âge de 8 ans, décrivant la transition de Coccinelle, une artiste transgenre. 
Elle a pour professeur de géographie Jean-Claude Gaudin dans un établissement scolaire marseillais pour garçons nommé d'après Saint-Jean-Baptiste de la Salle.

### Les débuts de sa carrière de danseuse
À l'âge de 17 ans, Galia Salimo monte à Paris en 1966 pour fuir un milieu où l'homosexualité n'est pas acceptée et où devenir transgenre est impossible.  Elle devient danseuse de revue à l'Alcazar, où elle acquiert sa notoriété,. Elle travaille ensuite pour de nombreux établissements de la nuit parisienne comme danseuse nue : le Carrousel, le Palace, Madame Arthur et le Queen, puis devient ouvreuse au Mathi’s,. Elle est souvent qualifiée par la presse de « reine des nuits parisiennes »,,.
À son arrivée à Paris, elle est mannequin pour la première agence française dédiée aux modèles africains, Golden Beauty, avant d'être remarquée par Jean-Marie Rivière, qui l'engage pour jouer Joséphine Baker à l'Alcazar. Elle donne les spectacles Absolutly fabulous et Overkitsch au Queen.
Engagée par le Carrousel, elle débute des tournées internationales, la première d'entre elles en 1977 en Iran puis en Australie et au Japon. 
En 1980, elle passe par une opération de réassignation.
En 1982, elle s'essaie à la comédie en jouant dans le film La Balance avec Nathalie Baye.
Après la fermeture du Carrousel en 1985, débute une période plus sombre avec notamment l'apparition du sida. À ce moment, elle décide de changer de carrière et est engagée à l'Aldo, un bar pour travestis. Elle découvre alors ce milieu qu'elle ne connaît pas vraiment et qui lui apparaît rude et excessif. Elle travaille ensuite pour le bar Morroco et, en 1986, est recrutée pour diriger le fumoir du célèbre club Palace. Par la suite c'est au 49 et pour le club le Pigeonnier qu'elle travaille.

### La période du Queen et de nouveaux projets
Au Queen, qui ouvre ses portes en 1992, elle organise le dimanche les soirées Absolutely Fabulous puis Over Kitch.
En 2000, elle sort un disque Welcome. 
Dès 2001, elle anime l'émission télévisuelle Good As You sur Canal Jimmy. 
Suivront pour Galia l'animation des émissions Tout nouveau, tout beau et Astro Center sur TMC.
En 2008, Galia fait une apparition dans la série Sous le soleil sur TF1.
En 2015, elle retourne à l'animation, à la radio cette fois, en rejoignant l'émission Les Grosses Têtes sur RTL.
Son histoire a inspiré la pièce de théâtre Dans les chaussures d'un autre de Fabio Marra.
En 2024, elle tient le rôle de l'ouvreuse Armande dans la série Ça, c'est Paris ! sur France 2.

## Ouvrages
- 2013 : Comme autant de ronds dans l'eau..., co-écrit avec Bambi[14], éditions Ex Æquo
- 2017 : Quand j'étais petit garçon (autobiographie), éditions Plon
- 2022 : Quelque chose en moins...ou en plus (autobiographie), éditions Robert Laffont

## Filmographie
Cinéma
- 1982 : La Balance de Bob Swaim : Sabrina, la prostituée

Télévision
- 2008 : Sous le soleil (série TV, saison 13, épisode 22 : Le Prix du succès de Jean-Marc Thérin) : elle-même
- 2024 : Ça, c'est Paris ! de Marc Fitoussi (série TV) : Armande